# Инфодампинг
Инфодампинг је тенденција да се дели превелика количина информација о одређеној теми, уз улазак у велике детаље. Честа је међу неуродивергентним особама, посебно онима са аутизмом или АДХД. Иако је инфодампинг често негативно представљен у медијима, заговорници сугеришу да може бити од користи за неуродивергентне људе, указујући на удобност, рањивост или поверење када деле информације са својим неуротипским вршњацима.

## Последице
Инфодампинг понекад доводи до тога да се интереси неуродивергентних појединаца означавају као „посебни интереси“ – термин који се сада сматра застарелим и увредљивим. Неуродивергентни појединци могу погрешити или пропустити невербалне и паравербалне сигнале који указују на незаинтересованост слушаоца за тему која је тема која се ради, што може отежати отворену комуникацију.